# Витовская, Ирма Григорьевна
И́рма Григо́рьевна Вито́вская (укр. Ірма  Григорівна Вітовська, настоящее имя Ирина; род. 30 декабря 1974, Ивано-Франковск) — украинская актриса театра и кино, продюсер и общественный деятель. Заслуженная артистка Украины (2016). Работает в Молодом театре (с 1998 года).

## Биография
Отец корнями[уточнить] происходил из села Медуха. Прадед по материнской линии — русский, а его жена — латышка. Есть сестра.
Мечтала стать археологом, несколько лет подряд пыталась поступить в Прикарпатский институт им. Стефаника. Посещала театральный кружок при Дворце пионеров в Ивано-Франковске.
В 1998 году окончила Львовский государственный музыкальный институт по специальности «Актриса драматического театра» (курс Богдана Козака). С того же года работает в Киевском академическом Молодом театре.
Неоднократная участница многих[уточнить] международных театральных фестивалей, получала персональные награды[какие?].
С 11 октября 2015 года является тренером шоу «Маленькие гиганты» на канале «1+1». Была ведущей телепередач «Брачные игры, или Номер для молодожёнов» (укр. «Шлюбні ігри, або номер для молодят») и «Народная звезда» (укр. «Народна зірка») на канале ICTV. Принимала участие в вокальном шоу «Народная звезда» на телеканале «Украина».

## Гражданская позиция
Ирма Витовская — активистка «Революции Достоинства» и «Языкового Майдана», участница всех проукраинских акций протеста.
В июне 2018 записала видеообращение в поддержку заключённого в России украинского режиссёра Олега Сенцова.

## Благотворительность
Витовская является участником социально-общественных программ «Дети улицы» с 2007 года и «StopБиль» с 2011 года.
Витовская, как член движения «StopБиль», инициировала и исполнила главную роль в арт-проекте «Оскар и Розовая Дама», созданном для сбора средств на нужды неизлечимо больных детей. Премьера спектакля состоялась 7 октября в Ивано-Франковске и 11 октября в Киеве, получила несколько театральных наград и собрала более 700 тыс. гривен на паллиативные детские отделения, а также на выездные бригады, которые будут работать с такими детьми.
Витовская отдала на лечение раненых в АТО большую часть своего гонорара за съёмки в сериале «Ограбление по-женски».

## Семья
Первый муж — Владимир Кокотунов (род. 1 мая 1969), актёр Молодого театра. Сын — Орест Кокотунов-Витовский (род. 29 марта 2011).
Второй муж — Виталий Ванца (род. 1978), бизнесмен из Борислава, Львовская область.
Младшая сестра Наталья замужем за юристом Станиславом Либерманом, старшим братом певицы Тины Кароль.

## Театральные работы

### Киевский академический Молодой театр
- 1980 — «За двумя зайцами» М. Старицкого; режиссёр Виктор Шулаков — Франтиха / Звезда синематографа (ввод)
- 1985 — «Золой цыпленок» Владимира Орлова; режиссёр Виктор Шулаков — Лягушка (ввод)
- 1991 — «Король и морковь или все как в сказке» Владислава Кшеминского; режиссёр Я. Козлов — Герольд
- 1998 — «Малыш» Ж. де Летраза; режиссёр Владимир Бегма — Лулу / Кристин
- 1999 — «РЕхуВИлийЗОР» Н. Гоголя и Н. Кулиша; режиссёр Станислав Моисеев — Мария Антоновна
- 2000 — «Русалочка» Л. Разумовской по Х. Андерсену; режиссёр — Евгений Курман — Русалочка
- 2000 — «Севильская помолвка» Р. Шеридана; режиссёр Евгений Курман — Клара / Лауретта
- 2000 — «Трагедия Гамлета, принца датского» У. Шекспира; режиссёр Станислав Моисеев — актриса
- 2000 — «Кайдаши» Натальи Дубины по И. Нечуй-Левицкому; режиссёр Николай Яремко — Мелашка
- 2001 — «Стальная воля» М. Курочкина; режиссёр Дмитрий Богомазов — Стальова Воля
- 2002 — «Волшебник Изумрудного города» Ф. Баума, А. Волкова; режиссёр Г. Воротченко — Элли
- 2002 — «Хоровод любви» А. Шницлера; режиссёр Станислав Моисеев — Гризетка
- 2004 — «Маринованый аристократ» Ирены Коваль; режиссёр Станислав Моисеев — Жена
- 2006 — «Московиада» Ю. Андруховича; режиссёр Станислав Моисеев — Галя
- 2007 — «Четвертая сестра» Я. Гловацкого; режиссёр Станислав Моисеев — Катя
- 2009 — «Торчалов» Никиты Воронова; постановщик Станислав Моисеев — Лизавета
- 2014 — «Коварство и любовь» Ф. Шиллера; режиссёр Андрей Билоус — жена Миллера
- 2015 — «Сталкеры» Павла Арье; режиссёр Стас Жирков — баба Прися
- 2017 — «Резня» Я. Резы; режиссёр Влада Белозоренко — Аннета Рей
- «Женитьба» Н. Гоголя; режиссёр Тарас Криворученко — Дуняша
- «Женщины и война» Джавада эль Эсседи; режиссёр Джавада эль Эсседи — Рахмана
- «Житие простых» Нататьи Ворожбит; режиссёр Ю. Сидоренко — Люба-2

### Другие театры
- 2007 — «Помочь так легко, или Откуда берутся дети?» А. Крыма; режиссёр Виталий Малахов (благотворительный проект-спектакль)[16]
- 2015 — «Оскар и Розовая Дама» Э. Шмитта; режиссёр Ростислав Держипольский (благотворительный театральный проект)[17][18]
- 2017 — «Hamlet» (неоопера ужасов) по мотивам У. Шекспира в переводе Юрия Андруховича; реж. Ростислав Держипольский[укр.] — Гертруда’королева датская, мать Гамлета (Ивано-Франковский академический областной музыкально-драматический театр им. И. Франко)[19]

## Фильмография

### Актёрские работы
| Год       |   | Название                                                       | Роль                                                        |
| --------- | - | -------------------------------------------------------------- | ----------------------------------------------------------- |
| 2000      | ф | Непокорённый                                                   | Дарья Гусяк «Нуся», связная УПА                             |
| 2004      | ф | Железная сотня                                                 | Стефа                                                       |
| 2004      | ф | Между первой и второй                                          | Риточка                                                     |
| 2005      | с | Дедушка моей мечты                                             | подруга Лены                                                |
| 2005—2006 | с | Леся+Рома                                                      | Леся                                                        |
| 2006      | ф | Битвы божьих коровок                                           | эпизод                                                      |
| 2006      | ф | Богдан-Зиновий Хмельницкий                                     | Имя персонажа не указано                                    |
| 2006      | ф | Женские слёзы                                                  | Татьяна Синельникова                                        |
| 2006      | ф | Не наезжай на Деда Мороза                                      | Имя персонажа не указано                                    |
| 2006—2007 | с | Ангел-хранитель                                                | Любовь Бочарова, знахарка-целительница из рыбацкого посёлка |
| 2007      | ф | Колье для снежной бабы                                         | Кира, подруга Кати                                          |
| 2008      | ф | Владыка Андрей                                                 | дама в кафе                                                 |
| 2008      | ф | Доченька моя                                                   | Саша                                                        |
| 2008      | ф | Миллион от Деда Мороза                                         | Имя персонажа не указано                                    |
| 2008      | ф | Начать сначала. Марта                                          | Валя, секретарь Марты                                       |
| 2008      | ф | Папа напрокат                                                  | Соня, подруга Ирины                                         |
| 2008      | с | Хорошие парни                                                  | Вера Григорьевна Темникова                                  |
| 2009      | с | Акула                                                          | Слава Кораблева, подруга Инны                               |
| 2009      | ф | Загадай желание                                                | Софья Аркадьевна, подруга Насти                             |
| 2009      | ф | Лабиринты лжи                                                  | Аля, подруга Ольги                                          |
| 2009      | ф | Мудаки. Арабески                                               | Имя персонажа не указано                                    |
| 2009      | ф | При загадочных обстоятельствах (Фильм №4 «Кофе по-дьявольски») | Людмила Маевская («Анаконда»)                               |
| 2009      | с | Территория красоты                                             | Вероника Фёдоровна, клиентка клиники                        |
| 2012      | ф | Искупление                                                     | Светлана, подруга Полины, диетолог                          |
| 2012      | ф | Каминный гость                                                 | Леся, подруга Элеоноры                                      |
| 2012      | с | Лист ожидания                                                  | Нонна Гольцова, жена Григория, хозяйка салона красоты       |
| 2013      | с | Женский доктор 2 (23-я серия «Отец и сын»)                     | Рита Кузьменко                                              |
| 2013      | ф | Кривое зеркало души                                            | Зина, жена Рындина                                          |
| 2013      | ф | Мотыльки                                                       | парикмахер                                                  |
| 2013      | с | Нюхач                                                          | Марина, жена Кононова                                       |
| 2014      | ф | Ограбление по-женски                                           | Светлана Старостина, врач                                   |
| 2014      | ф | Трубач                                                         | мать Виталика                                               |
| 2015      | с | Последний москаль                                              | продавец сельмага                                           |
| 2015      | ф | Личный интерес                                                 | Ксюша, продавщица                                           |
| 2015      | с | Офицерские жёны                                                | Роза                                                        |
| 2015      | ф | Сказки старого мельника                                        | Параска                                                     |
| 2018      | ф | Ворота                                                         | баба Прися                                                  |
| 2018      | ф | Тайный дневник Симона Петлюры                                  | Ольга Петлюра, жена Симона Петлюры                          |
| 2018      | с | Подорожники                                                    | Сусанна Михайловна Форци, хозяйка отеля «Piantaggine»       |
| 2019      | ф | Мои мысли тихие                                                | Галина Ротт                                                 |
| 2022      | ф | Коза Ностра. Мама едет                                         | Влада Коза                                                  |
| 2023      | ф | Мои мысли тихие 2                                              | Галина Ротт                                                 |

### Озвучивание мультфильмов
- 2004 — Лиса-сирота — Лиса
- 2005 — Гора самоцветов (Серия «Злыдни») — Маричка
- Телепузики — Лала
- 2008 — Вольт — кошка Маркиза
- 2009 — Облачно, возможны осадки в виде фрикаделек
- 2012 — Лоракс — мать Теда
- 2013 — Облачно, возможны осадки в виде фрикаделек—2
- 2014 — Бабай — ведьма

## Награды и номинации
- 2001 — номинация премии «Киевская пектораль» в категории «Лучшая женская роль» (Русалочка в спектакле «Русалочка»)
- 2006 — номинация «Актёрский талант» на Best Ukrainian Awards
- 2006 — «Телетриумф» в номинации за лучший сериал «Леся+Рома»[20]
- 2012 — «Телетриумф» в номинации «Актриса телевизионного фильма/сериала (исполнительница женской роли)»
- 2015 — лауреат премии «Киевская пектораль» в категории «Лучшая женская роль» (Баба Прися в спектакле «Сталкеры» совместного проекта театра Золотые ворота и Молодого театра)
- 2015 — национальный конкурс «Благотворительная Украина-2015» за спектакль «Оскар и Розовая Дама»[21]
- 2016 — Заслуженная артистка Украины[3]
- 2018 — лауреат премии «Киноколо» лучшая актриса 2018. «Брама» реж. В.Тихий
- 2018 — лауреат «Жінка року 2018»
- 2018 — лауреат «Золота Дзига» лучшая женская роль
- 2018 — лауреат «Women in art» категория «театр и кино» от ООН и "Украинский институт "
- 2019 — лауреат «Золотий Дюк» на ОМКФ .Лучшая актёрская работа «Мои мысли, тихие»
- 2019 — «Кіноколо» лучшая актриса за «Мои мысли тихие»
- 2021 — вошла в топ-100 успешных женщин Украины по версии журнала Новое врямя[22].
- 2024 — Орден княгини Ольги III степени[23]